# Stazione di Cremona
La stazione di Cremona è lo scalo ferroviario della città omonima, in Lombardia. Posta sulle linee Pavia-Cremona e Cremona-Mantova, funge anche da capolinea per le linee per Brescia, per Fidenza, per Piacenza e per Treviglio.
Fra il 1954 e il 1956, con l'apertura al traffico del binario che la univa alla stazione di Cremona Porta Milano, fu stazione di testa della linea SNFT per Iseo (BS). Esiste anche un altro scalo ferroviario nel comune di Cremona, la stazione di Cava Tigozzi, nell'omonima frazione, sulla linea per Pavia.

## Storia
La stazione di Cremona entrò in servizio il 1º maggio 1863, all'attivazione della linea proveniente da Treviglio. In origine aveva un fabbricato viaggiatori provvisorio, in legno, posto all'incirca all'altezza della via Fabio Filzi; nel 1875 venne costruito il fabbricato definitivo in muratura, posto circa 300 metri più ad est, nella posizione attuale.

## Strutture e impianti

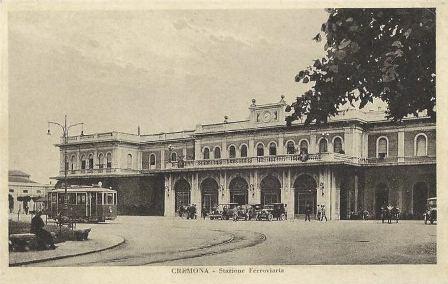
Foto d'epoca con il servizio tranviario

La stazione di Cremona dispone di un fabbricato viaggiatori composto da un corpo centrale e da due laterali i quali si sviluppano su due livelli. Al piano terra ci sono i servizi per i viaggiatori, come biglietteria e sala d'attesa, mentre il piano superiore è utilizzato da Trenitalia.
Sono presenti quattro binari passanti, tre dei quali impiegati per il servizio passeggeri, e quattro tronchi, tutti utilizzati per il servizio passeggeri. I binari passanti sono indicati con i numeri 1, 3 e 4, quelli tronchi sulla destra del fabbricato viaggiatori come 1 tronco est e 3 tronco est e quelli tronchi sulla sinistra del fabbricato viaggiatori come 1 tronco ovest e 3 tronco ovest. A servizio dei binari vi sono due marciapiedi dotati di pensilina e collegati tra loro tramite due sottopassaggi. I binari 3 tronco est e 3 tronco ovest si raggiungono dallo stesso marciapiede dei binari 3 e 4, mentre i binari 1 tronco est e 1 tronco ovest sono serviti dal marciapiede che serve anche il binario 1, adiacente al fabbricato viaggiatori. Il binario passante situato tra i binari 1 e 3 non è dotato di marciapiede, viene utilizzato solo per il transito e la sosta di treni merci o treni fuori servizio e negli annunci vocali viene chiamato binario 2, anche se non è presente nessuna segnaletica che lo indichi in tale modo. Esiste anche un terzo marciapiede, non raggiungibile dai viaggiatori, che serve due ulteriori binari, utilizzati per la sola movimentazione di merci e materiale rotabile. 
La circolazione è gestita tramite un banco ACEI.
Oltre allo scalo merci, la stazione di Cremona è dotata anche di una rimessa locomotive ed una piattaforma girevole.

## Movimento
La stazione è servita anche da treni regionali di Trenitalia Tper per quanto riguarda i collegamenti con Fidenza e da treni regionali e RegioExpress di Trenord su tutte le altre direttrici; le principali destinazioni dei treni in partenza sono Milano, Mantova, Codogno, Fidenza, Treviglio e Brescia.
A Cremona ferma anche il treno regionale a lunga percorrenza di Trenord detto Freccia della Versilia, in servizio solo in determinati giorni e periodi dell'anno, che collega Bergamo e Pisa Centrale.

## Servizi
- Biglietteria a sportello
- Biglietteria automatica
- Sala d'attesa
- Servizi igienici
- Posto di polizia ferroviaria
- Bar
- Negozi

## Interscambi
- Fermata autobus

Fra il 1916 e il 1960 la stazione era servita dalla rete tranviaria di Cremona, in seguito sostituita da una filovia.